# Titus Ivory
Titus Lovell Ivory (* 13. August 1977 in Charlotte, North Carolina) ist ein ehemaliger US-amerikanischer Basketballspieler. Nach dem Studium in seinem Heimatland spielte Ivory als Profi in Europa, wo er 2006 die deutsche Meisterschaft mit RheinEnergie Köln und ein Jahr später die belgische Meisterschaft gewann. Nach seinem Karriereende als Spieler arbeitete Ivory als Trainer einer Highschool-Mannschaft in seinem Heimatland, als er 2012 seine Laufbahn als Trainer nach einem Schlaganfall unterbrechen musste.

## Karriere
Ivory ging 1996 zum Studium an die Pennsylvania State University, wo er für deren Hochschulmannschaft Nittany Lions in der Big Ten Conference der NCAA Division I spielte. 1998 und 2000 erreichte man das Final-Four-Turnier im National Invitation Tournament. Nach der Finalniederlage gegen die Golden Gophers der University of Minnesota 1998 wurde man zwei Jahre später Dritter. Im letzten Jahr von Ivorys NCAA-Karriere gelang dann 2001 die Qualifikation für die landesweite NCAA-Endrunde, wo man in der zweiten Runde überraschend die renommierten Tar Heels der University of North Carolina at Chapel Hill aus Ivorys Geburtsstaat besiegen konnte. In der Achtelfinalrunde Sweet Sixteen verlor man jedoch anschließend gegen den regionalen Rivalen Owls der Temple University.
2001 begann Ivory eine Karriere als professioneller Spieler in der italienischen Lega Basket Serie A bei Müller Scaligera Basket aus Verona. Der Verein, der ein Jahr zuvor noch am neu eingerichteten höchsten europäischen Vereinswettbewerb EuroLeague teilgenommen hatte, sicherte sich als 15. und Fünftletzter der Abschlusstabelle zwar den sportlichen Klassenerhalt, anschließend musste die Spielbetriebsgesellschaft des Vereins aus wirtschaftlichen Gründen aber aufgelöst werden. Ivory bekam ein neues Engagement beim bisherigen Konkurrenten Viola aus Reggio Calabria, der einen Platz hinter Müller Verona platziert gewesen war. Mit Viola gelang der Sprung auf den neunten Platz und das Erreichen der Play-off-Qualifikationsrunde. Nach dem Erfolg in der Qualifikation spielte man in der ersten Runde gegen den Titelverteidiger und Hauptrundenersten Benetton Treviso, dem am Ende der Saison eine „Triple Crown“ aus nationalem Double und Gewinn der EuroLeague 2002/03 gelingen sollte. In der Play-off-Serie ging Viola mit zwei Siegen in Führung, bevor der Favorit die restlichen drei Spiele für sich entscheiden konnte und am Ende auch die Meisterschaft gewann. Ein Jahr später entfiel die Qualifikationsrunde und Viola verpasste als Neunter den erneuten Einzug in die Play-offs um die Meisterschaft.
Am Beginn der Saison 2004/05 bekam Ivory zunächst einen Vertrag beim Aufsteiger Sicc Aurora Basket aus Jesi. Dieser war jedoch sportlich nicht konkurrenzfähig und sollte am Ende der Spielzeit als Tabellenletzter wieder absteigen. Ivory ging bereits während der Saison zum Jahreswechsel eine Klasse tiefer und wechselte vorzeitig zu Carife Basket aus Ferrara in die Legadue. Carife verlor am Saisonende bereits in der ersten Runde der Play-offs um den Aufstieg knapp in fünf Spielen. Für die folgende Saison bekam Ivory dann einen Vertrag beim deutschen Pokalsieger RheinEnergie aus Köln in der Basketball-Bundesliga 2005/06. Zwar verpasste die Mannschaft den dritten Pokalgewinn hintereinander, doch in den Play-offs um die Meisterschaft konnte man als Tabellendritter nacheinander den Tabellenzweiten und Titelverteidiger GHP Bamberg und in der Finalserie den favorisierten Hauptrundenersten ALBA Berlin besiegen. Dies war die erste Meisterschaft für den jungen Verein.
Für die Saison 2006/07 bekam Ivory dann einen Vertrag beim litauischen Meister Lietuvos rytas aus Vilnius. Diesen verließ er jedoch noch vor dem Jahreswechsel und schloss sich dem belgischen Meister Telindus aus Ostende an. Mit diesem gelang am Saisonende die Titelverteidigung in der Ethias League. Während man im europäischen Vereinswettbewerb ULEB Cup 2007/08 in die K.-o.-Runde einzog, dort jedoch BK Kiew unterlag, verpasst man auf nationaler Ebene die dritte Meisterschaft in Folge für den Verein. Stattdessen konnte man aber den Titel im belgischen Pokalwettbewerb erringen. In der folgenden Saison bekam Ivory dann einen Vertrag bei den Deutsche Bank Skyliners aus Frankfurt am Main in der Basketball-Bundesliga 2008/09. Die Skyliners scheiterten jedoch nach einem sechsten Platz in der Hauptrunde bereits in der ersten Play-off-Runde am späteren Meister EWE Baskets Oldenburg. In der Saison 2009/10 spielte Ivory dann noch in der israelischen Ligat ha’Al für Pokalsieger Hapoel aus Cholon. Hapoels Mannschaft, die in den beiden vorangegangenen Spielzeiten mit je einer Meisterschaft und einem Pokalsieg dem ansonsten dominierenden Verein Maccabi Tel Aviv zwei Titel abjagen konnten, beendete die Hauptrunde nur als Tabellenletzter. In den „Play-downs“ konnte man sich aber trotzdem noch den Klassenerhalt sichern. Anschließend beendete Ivory seine Karriere als Spieler.
Nach seiner Karriere als Spieler kehrte Ivory in sein Heimatland zurück und arbeitete als Trainer einer Basketballmannschaft an einer Highschool in seiner Geburtsstadt Charlotte. Bei einem Training im Oktober 2012 erlitt er einen Schlaganfall, konnte aber bereits ein halbes Jahr später seine Tätigkeit als Trainer wieder aufnehmen.